# 拉克雷森特 (明尼蘇達州)
拉克雷森特（英語：La Crescent）是一個位於美國明尼蘇達州休斯頓縣及威諾納縣的城市。

## 人口
根據2020年美國人口普查的數據，拉克雷森特的面積為9.90平方千米，當中陸地面積為8.61平方千米，而水域面積為1.29平方千米。當地共有人口5276人，而人口密度為每平方千米533人。